# Alberta iela
Alberta iela är en gata i centrala Riga i Lettland. Riga är känd som staden med den högsta koncentrationen av jugendbyggnader av hög kvalitet i hela världen, och flera av dem ligger vid Alberta iela och andra närbelägna gator. Rigas historiska centrum ingår i Unescos världsarvslista. 
Alberta iela började byggas 1901 och har fått sitt namn efter biskop Albert av Riga, som grundade Riga 1201.
Cirka 20 av jugendhusen i Riga är skapade av den ryske arkitekten Michail Eisenstein, som var särskilt aktiv i Riga i början av 1900-talet. Flera av husen ligger i en klunga vid Alberta iela. Exempel på andra tongivande arkitekter från samma tid är Konstantīns Pēkšēns, läraren, och Eižens Laube, hans elev. De har bland annat ritat huset på Alberta iela 12, där Konstantīns Pēkšēns skulle bo — sedan 2009 är Rigas jugendcenter inrymt i huset. Några av husen på gatan är ritade av de baltiska och balttyska arkitekterna Paul Mandelstamm, Hermann Hilbig och Heinrich Scheel.
Det finns högre utbildningsanstalter på eller invid Alberta iela, ritade av kända arkitekter. Michail Eisenstein har ritat Stockholm School of Economics in Riga på Strelnieku iela 4a. Han har också ritat huset på Alberta iela 13, som inrymmer både Irlands och Belgiens ambassader. 

## Byggnader i urval
| ^ | Nationellt arkitektoniskt monument |
| * | Lokalt arkitektoniskt monument     |

| Adress            | Arkitekt                          | År   |
| ----------------- | --------------------------------- | ---- |
| Alberta iela 1*   | Heinrihs Šēls                     | 1901 |
| Alberta iela 2^   | Michail Eisenstein                | 1906 |
| Alberta iela 2a^  | Michail Eisenstein                | 1906 |
| Alberta iela 3/5* | Frīdrihs Šefels                   | 1900 |
| Alberta iela 4^   | Michail Eisenstein                | 1904 |
| Alberta iela 6^   | Michail Eisenstein                | 1904 |
| Alberta iela 7*   | Hermanis Hilbigs                  | 1908 |
| Alberta iela 8^   | Michail Eisenstein                | 1908 |
| Alberta iela 9*   | Konstantīns Pēkšēns               | 1901 |
| Alberta iela 10^  | Pauls Mandelštams                 | 1903 |
| Alberta iela 11*  | Eižens Laube                      | 1908 |
| Alberta iela 12^  | Eižens Laube, Konstantīns Pēkšēns | 1903 |
| Alberta iela 13*  | Michail Eisenstein                | 1904 |

## Bildgalleri

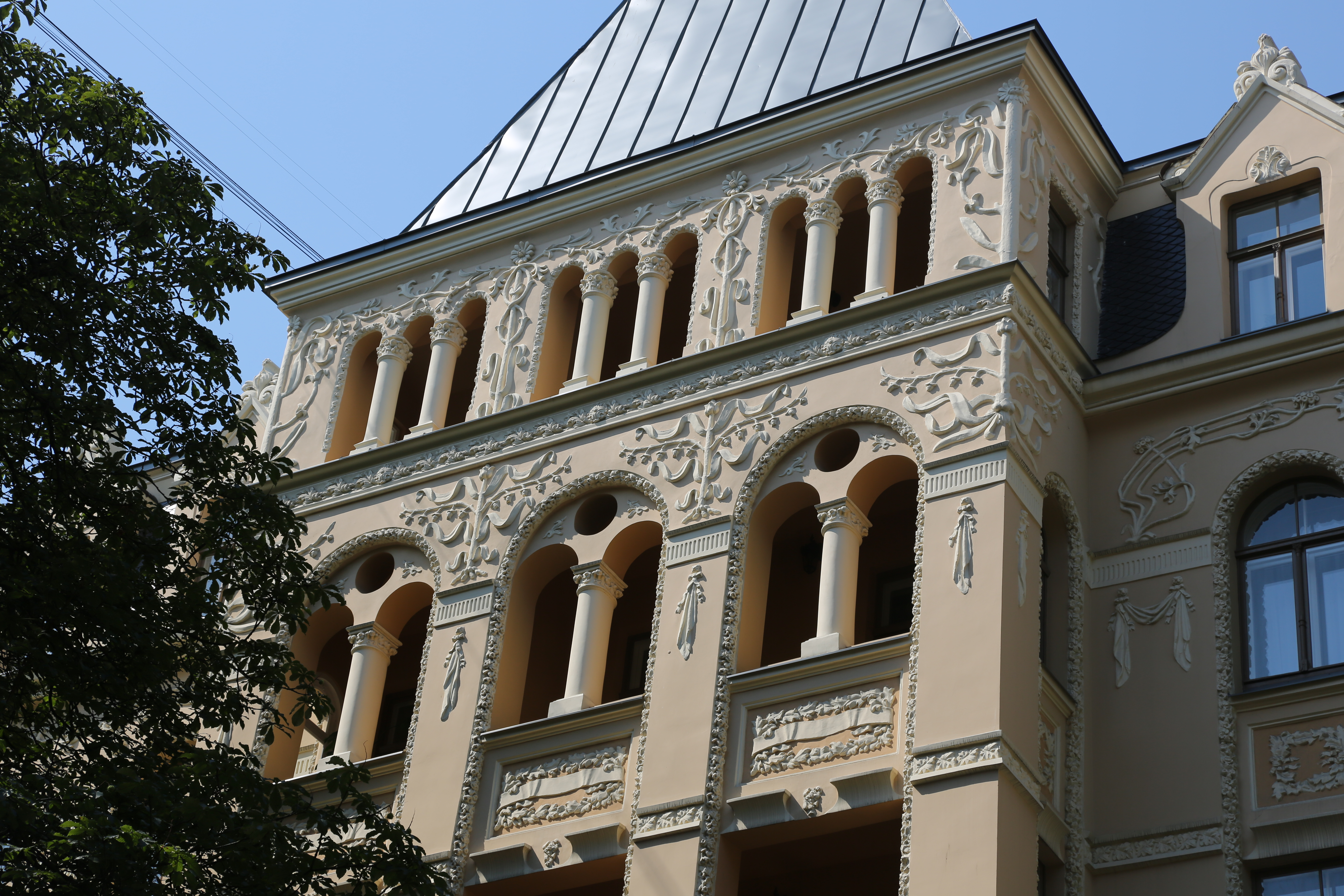
Alberta iela 1 - flerbostadshus av Heinrich Scheel och August Friedrich Scheffel, byggt 1901. Författaren Zenta Mauriņa bodde här.
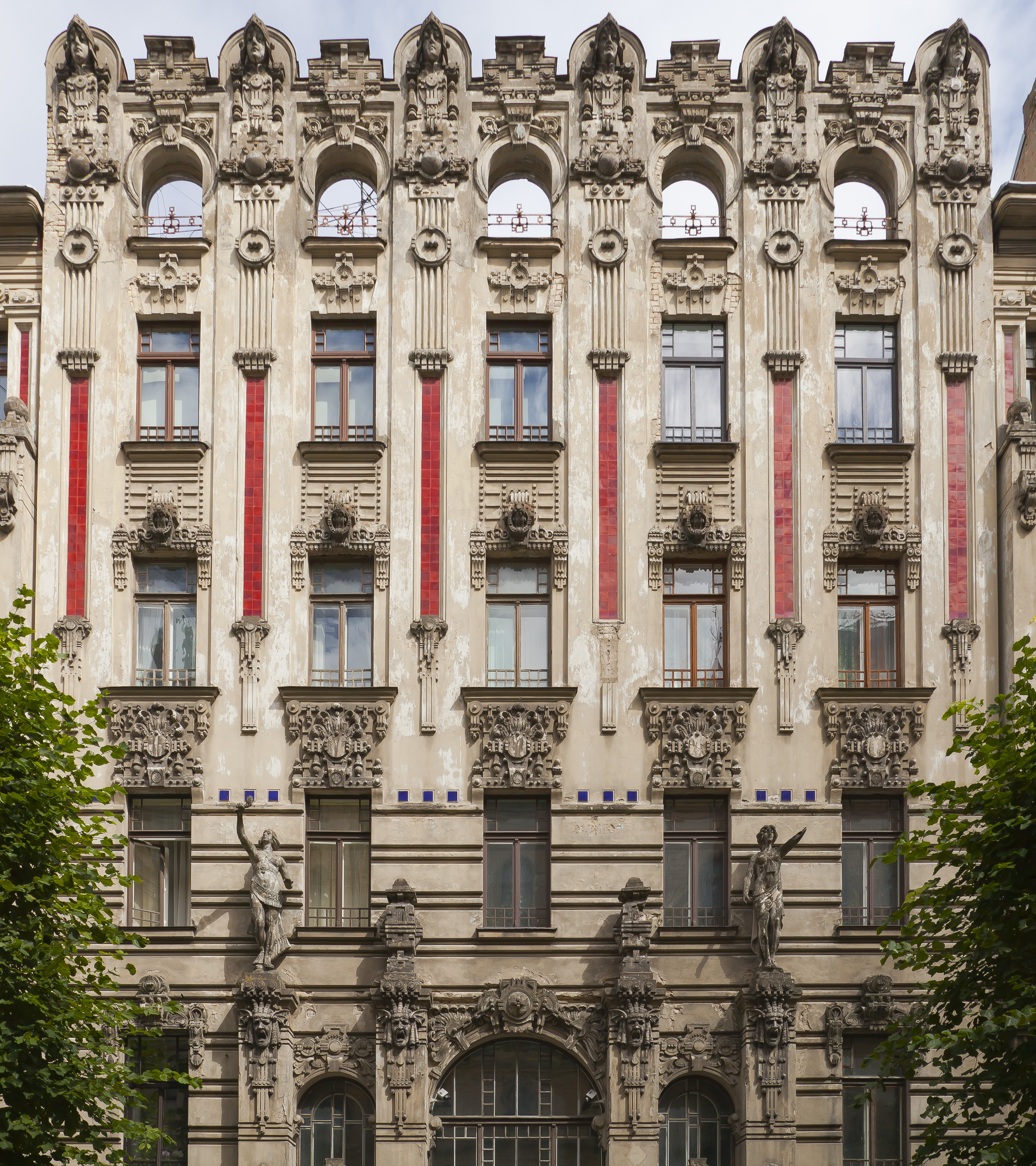
Alberta iela 2a - flerbostadshus av Michail Eisenstein, byggt 1906. Isaiah Berlin bodde sina första levnadsår här.
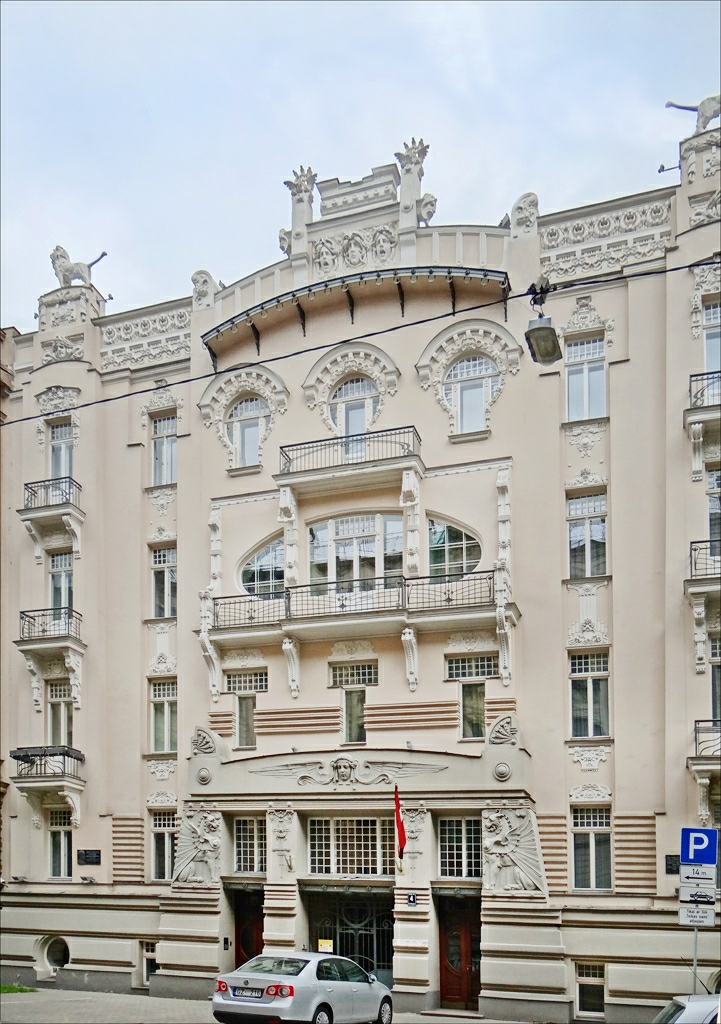
Alberta iela 4 - flerbostadshus av Michail Eisenstein, byggt 1904.
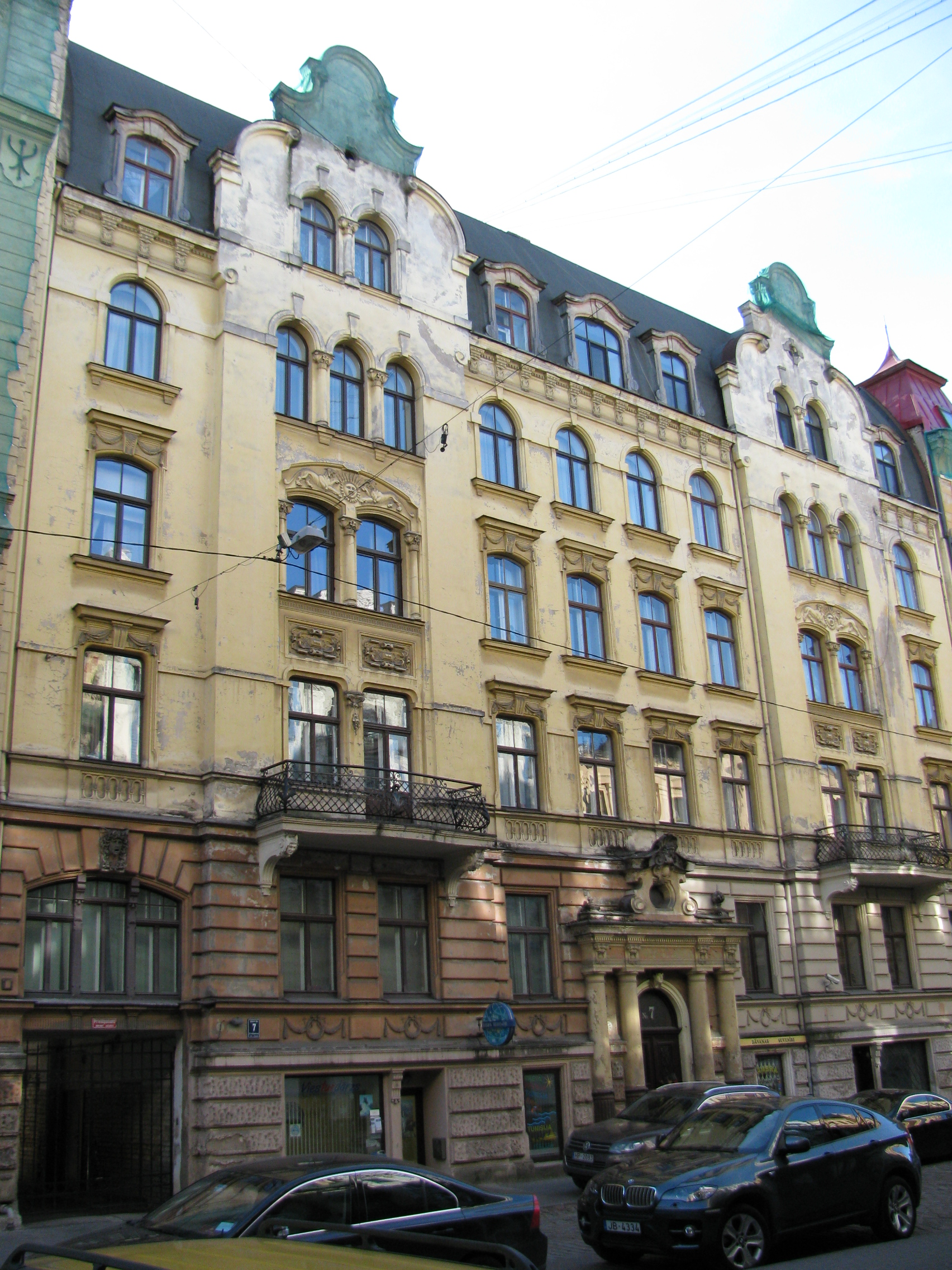
Alberta iela 4 - Nybarockhus av Hermann Hilbig.
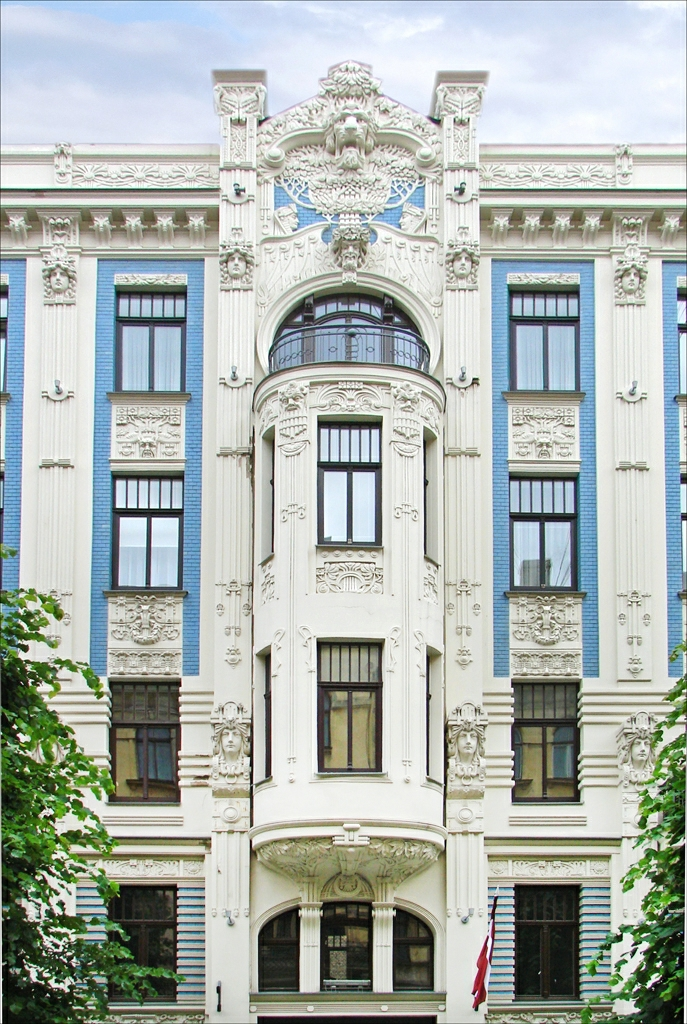
Alberta iela 8 - flerbostadshus av Michail Eisenstein, byggt 1903.
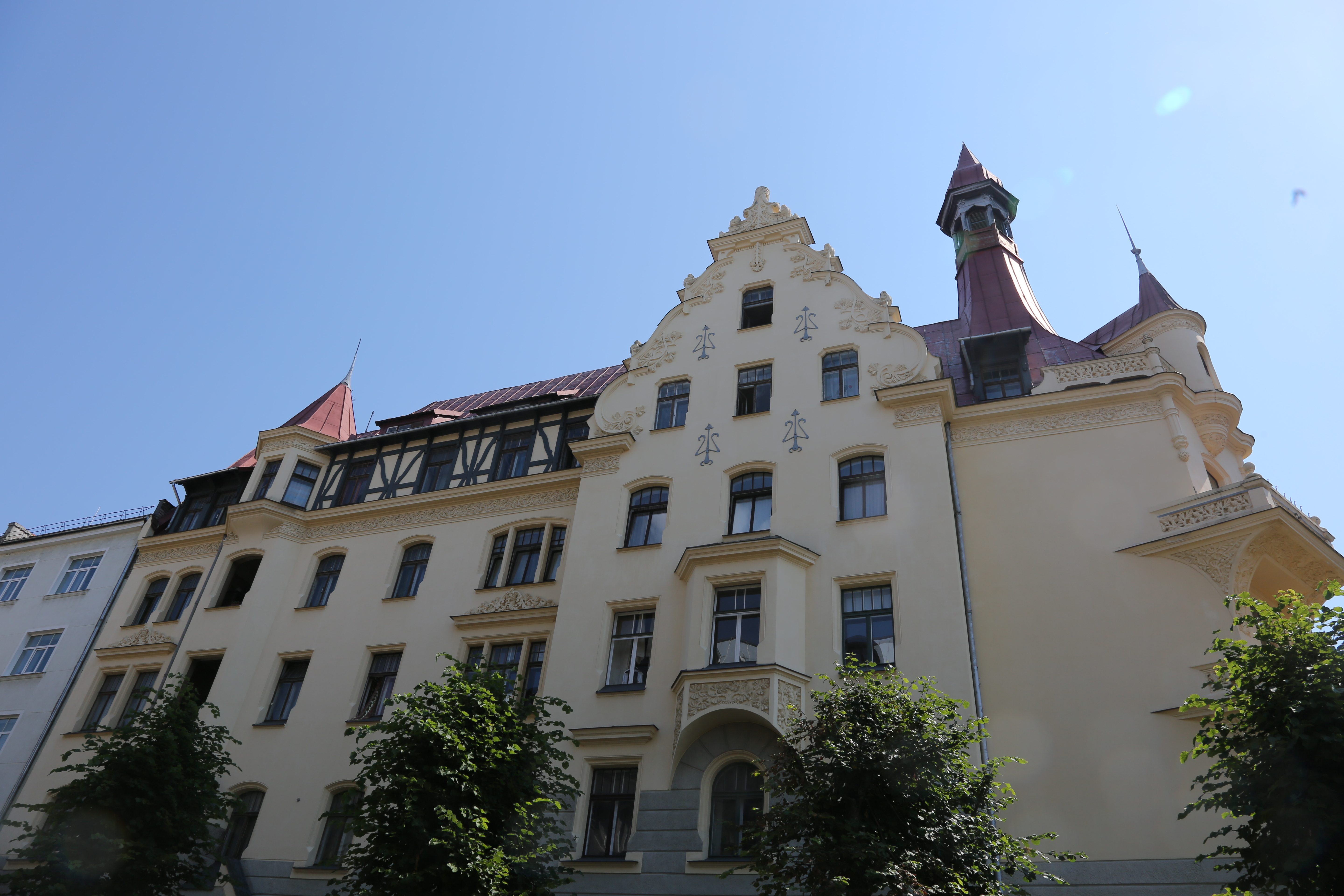
Alberta iela 12 - Flerbostadshus av Konstantīns Pēkšēns och Eižens Laube. Här finns bland annat Rigas jugendcenter.